# Owen Hunt
Owen Hunt es un personaje ficticio de la serie de televisión Grey's Anatomy de la cadena ABC, interpretado por Kevin McKidd y creado por Shonda Rimes.

## Historia
Owen es un médico de guerra y cirujano de trauma. Volviendo de Irak, donde ha perdido a su gente, observa como a causa de una gran nevada, ocurrió un accidente de coche, decidiendo intervenir. Así será como salve a los pasajeros de la limusina y llegue al Seattle Grace Hospital. Dado que el hospital necesita recuperar su prestigio, el jefe lo contrata como nuevo jefe de traumatología. Con unos métodos poco ortodoxos al principio en el ámbito de la medicina, Owen y Cristina Yang inician una relación amorosa. Durante el tiempo descubrimos que dejó a su ahora ex-prometida por un correo electrónico y que no se atreve a visitar a su madre, quién aún cree que está en Irak. Finalmente, con la ayuda de su pareja, decidirá visitarla, iniciando una nueva etapa en su vida.
Durante su relación, Cristina Yang y Owen Hunt pasarán por distintas etapas en las que diferentes amenazas harán que la confianza entre ambos sea dudosa. 
La aparición de antiguas amistades de Owen, incluida su exnovia, serán las causas añadidas a su trauma producido por la guerra y que serán vencidas al fin para que ambos puedan establecer una relación e incluso, llegar al matrimonio. Owen llega a ser jefe de cirugía en el hospital, afrontando varias situaciones difíciles, finalmente un accidente de avión en el que mueren Lexie Grey y Mark Sloan hace que Owen pierda el puesto debido al cambio de nombre y administración del hospital. Posterior a esto, Cristina y él se separan por tener diferentes expectativas en la relación. Owen desea un matrimonio tradicional, un hogar e hijos, mientras que Cristina prioriza su carrera y no desea ser madre. Más adelante, Cristina queda embarazada y decide abortar a pesar de la negativa de Owen, lo que termina por quebrar la relación definitivamente, ya que Owen siente que sus opiniones y deseos no valen nada. Se divorcian legalmente debido al conflicto de intereses y problemas legales que les generó el accidente aéreo del final de la octava temporada. A lo largo de la novena temporada retoman la relación como novios hasta que Cristina decide ponerle fin definitivamente porque Owen continúa deseando tener hijos. 
Al finalizar la décima temporada Cristina se muda a Suiza. 
En la temporada 12 Owen y Amelia "Amy" Shepherd inician una relación, para después contraer matrimonio, el cual también fracasa por el mismo motivo que antes: Amelia tampoco desea hijos. Al notar Amelia el profundo deseo de Owen, decide alejarse de él. Amelia descubre accidentalmente que tiene un tumor cerebral que podría haber estado afectando sus decisiones, incluyendo la de casarse con Owen. Después de su operación y recuperación ambos conservan una relación de amistad.
En la temporada 13 aparece la hermana de Owen, Megan Hunt, tras 10 años en que todos la creían muerta, en realidad se encontraba secuestrada en Irak y había adoptado un niño. Owen y Amelia tienen algunos encuentros después de su separación pero no vuelven como pareja. Owen decide ir a buscar a Teddy e impulsivamente viaja a verla, le dice que la ama y se acuestan, pero luego ella lo rechaza porque él le confiesa que él día anterior estuvo con Amelia, y Teddy siente que él aún no está totalmente desvinculado de su exesposa.  Durante la temporada 14 Owen decide iniciar trámites de adopción y casi inmediatamente recibe un bebé, el hijo de una adolescente drogadicta a la que Amelia ayuda a recuperarse de sus adicciones para que pueda ser parte de la vida de su hijo. 
Al final de la temporada Teddy vuelve al hospital, Miranda le propone que la reemplace temporalmente ya que desea descansar de su puesto de jefa, y Teddy confiesa a una paciente que está embarazada. 
En la temporada 16, Teddy da a luz a su hija, por lo tanto Owen le pide matrimonio, a todo esto Amelia queda embarazada y comienza a dudar sobre quién es el padre, si Owen o Link, lo que genera sospechas en Teddy, por lo que un día antes de la boda, decide tener relaciones sexuales con Tom Koracik, y accidentalmente le envía audios a Owen en pleno acto, luego Owen la llama pero solo puede oír como ella se acuesta con Tom, esto hace que la boda se cancele.
En la temporada 17 con la llegada de la pandemia del COVID-19 el y Teddy se alejan sin embargo con el tiempo se reconcilian y al final de dicha temporada le propone matrimonio. 
Al inicio de la temporada 18 tiempo después del final de la pandemia se casa con Teddy y festejan en el bar de joe, en el desarrollo de esta temporada con el regreso de Megan la hermana de Owen sufren con la enfermedad de farouk ya que está enfermo del corazón y por tratar de ir por un transplate Owen sufre un accidente automovilístico. Es rescatado y tiempo después de haber sanado se sabe que ayudó a unos soldados a morir con unos medicamentos ilegales.
- Datos: Q965128